# Honeyville (Utah)
Honeyville é uma cidade localizada no estado norte-americano de Utah, no Condado de Box Elder.

## Demografia
Segundo o censo norte-americano de 2000, a sua população era de 1214 habitantes.
Em 2006, foi estimada uma população de 1316, um aumento de 102 (8.4%).

## Geografia
De acordo com o United States Census Bureau tem uma área de
30,4 km², dos quais 30,4 km² cobertos por terra e 0,0 km² cobertos por água. Honeyville localiza-se a aproximadamente 1310 m acima do nível do mar.

## Localidades na vizinhança
O diagrama seguinte representa as localidades num raio de 12 km ao redor de Honeyville.